# Jenö Lelley
Jenö Lelley, též Eugen Lelley (3. března 1870 Veľký Kýr – 1949 Bratislava), byl československý politik maďarské národnosti a meziválečný poslanec Národního shromáždění za Maďarsko-německou křesťansko-sociální stranu (respektive za její maďarskou část – Zemská křesťansko-socialistická strana).

## Biografie
Podle údajů k roku 1920 byl profesí advokátem v Nitře. Vystudoval práva a působil jako právník.
Po ustavení Zemské křesťansko-socialistické strany mezi maďarskou menšinou v ČSR patřil mezi hlavní postavy této politické formace. Na jejím ustavujícím sjezdu v Košicích 23. listopadu 1919 byl zvolen prvním předsedou strany. V parlamentních volbách v roce 1920 získal mandát v Národním shromáždění.
V roce 1925 se kvůli vnitrostranickým sporům vzdal funkcí a pokoušel se o založení nového politického subjektu. V roce 1927 uvedl český tisk, že Lelley se chystá založit novou politickou stranu, jež měla být konkurencí pro křesťanské socialisty.
V srpnu 1935 se v Nitře pokusil o sebevraždu, když se ve svém bytě střelil z revolveru do hlavy. Byl těžce zraněn a převezen do nemocnice. Zranění ale nebyla smrtelná. Příčinou sebevražedného pokusu byly finanční potíže. V roce 1935 se přestěhoval do Bratislavy a pracoval v justici. Po válce mu byl konfiskován majetek a dům. Zemřel v Bratislavě roku 1949.